# Sandy Cove
Sandy Cove es un pueblo canadiense situado en la provincia de Terranova y Labrador.

## Superficie
Sandy Cove tiene una superficie de 8,99 km².

## Demografía
En 2021, tenía 120 habitantes, una densidad poblacional de 13,4 hab./km², y 95 viviendas.